# Ludwig von Döderlein

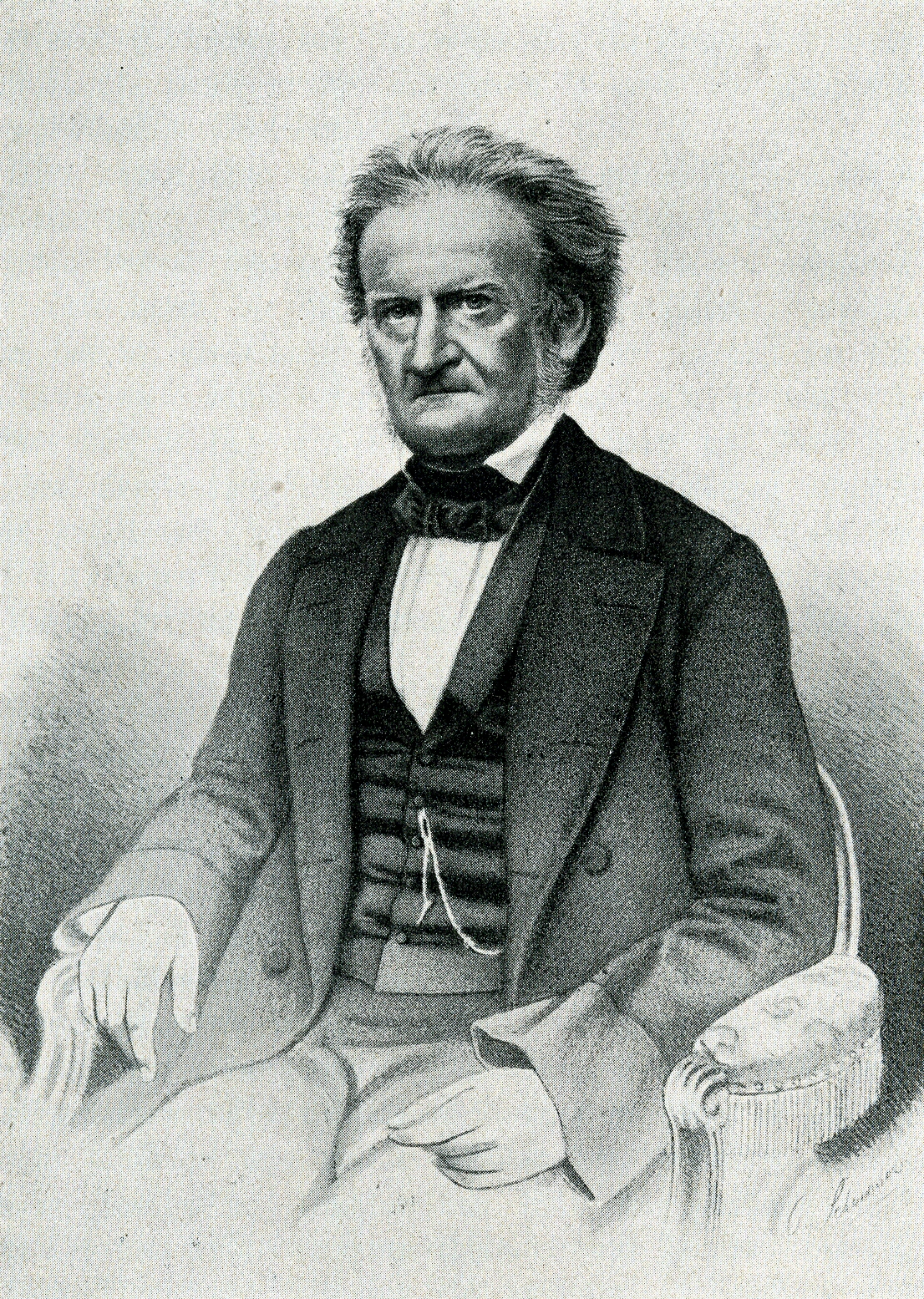
Stich nach einer Zeichnung von Schreiner

Johann Ludwig Christoph Wilhelm Döderlein, ab 1862 Ritter von Döderlein (* 19. Dezember 1791 in Jena; † 9. November 1863 in Erlangen; latinisierter Name: Ludovicus Doederlein), war ein deutscher klassischer Philologe.

## Leben
Döderlein entstammte einer alten Professoren- und Theologenfamilie. Er wurde als Sohn des Professors für protestantische Theologie Johann Christoph Döderlein (1746–1792) und dessen Ehefrau Rosine Eleonore, geb. von Eckardt (1770–1832), der Tochter des Professors der Rechte in Jena Johann Ludwig von Eckardt (1732–1800), am 19. Dezember 1791 in Jena geboren. Die Mutter heiratete nach dem frühen Tod ihres ersten Mannes den Philosophen und Theologen Friedrich Immanuel Niethammer. Von 1804 bis 1810 besuchte er mit einer Unterbrechung von 1804 bis 1807, die er auf Veranlassung seines Stiefvaters am Progymnasium in Windsheim verbrachte, die Fürsten- und Landesschule Pforta, wo er trotz krankheitsbedingten vorzeitigen Ausscheidens das „Reifezeugnis für den Übertritt an die Universität“ erwarb. Danach studierte er 1810 bis 1811 als Schüler von Friedrich Thiersch am Lyzeum in München, 1811 bis 1813 bei Friedrich Creuzer in Heidelberg und ab 1813 in Erlangen Philologie. Dort wurde er 1814 mit der Schrift Specimen novae editionis tragoediarum Sophoclearum über Prinzipien einer neuen textkritischen Edition der Tragödien des Sophokles promoviert. 1815 habilitierte er sich mit der Schrift Oratio in Academiae Friderico-Alexandrinae solemnibus saecularibus ... an der Humboldt-Universität zu Berlin, wo er noch nach der Promotion seine Studien bei Friedrich August Wolf, August Boeckh und Philipp Buttmann vervollkommnet hatte, und erhielt im selben Jahr einen Ruf auf die Professur für klassische Philologie an der Bern. 1819 wurde er Rektor des Gymnasiums Fridericianum Erlangen und zweiter Professor für klassische Philologie ebenfalls in Erlangen. 1826 wurde er erster Professor der Philologie sowie Direktor des philologischen Seminars und 1827 auch Professor der Beredsamkeit. 1854 wurde er zum auswärtigen Mitglied der Göttinger Akademie der Wissenschaften gewählt. 1862 legte er sein Amt als Gymnasialdirektor nieder. Er war akademischer Lehrer von Iwan von Müller und Karl von Burger.
Er war Mitglied des Corps Saxonia Heidelberg.

## Familie
Ludwig Döderlein wurde geboren als Sohn des Rektors und Professors Johann Christoph Döderlein, der verstarb, als Ludwig ein Jahr alt war. Der Philosoph und Theologe Immanuel Niethammer wurde sein Stiefvater, als seine Mutter 1797 erneut heiratete.

## Ehrungen

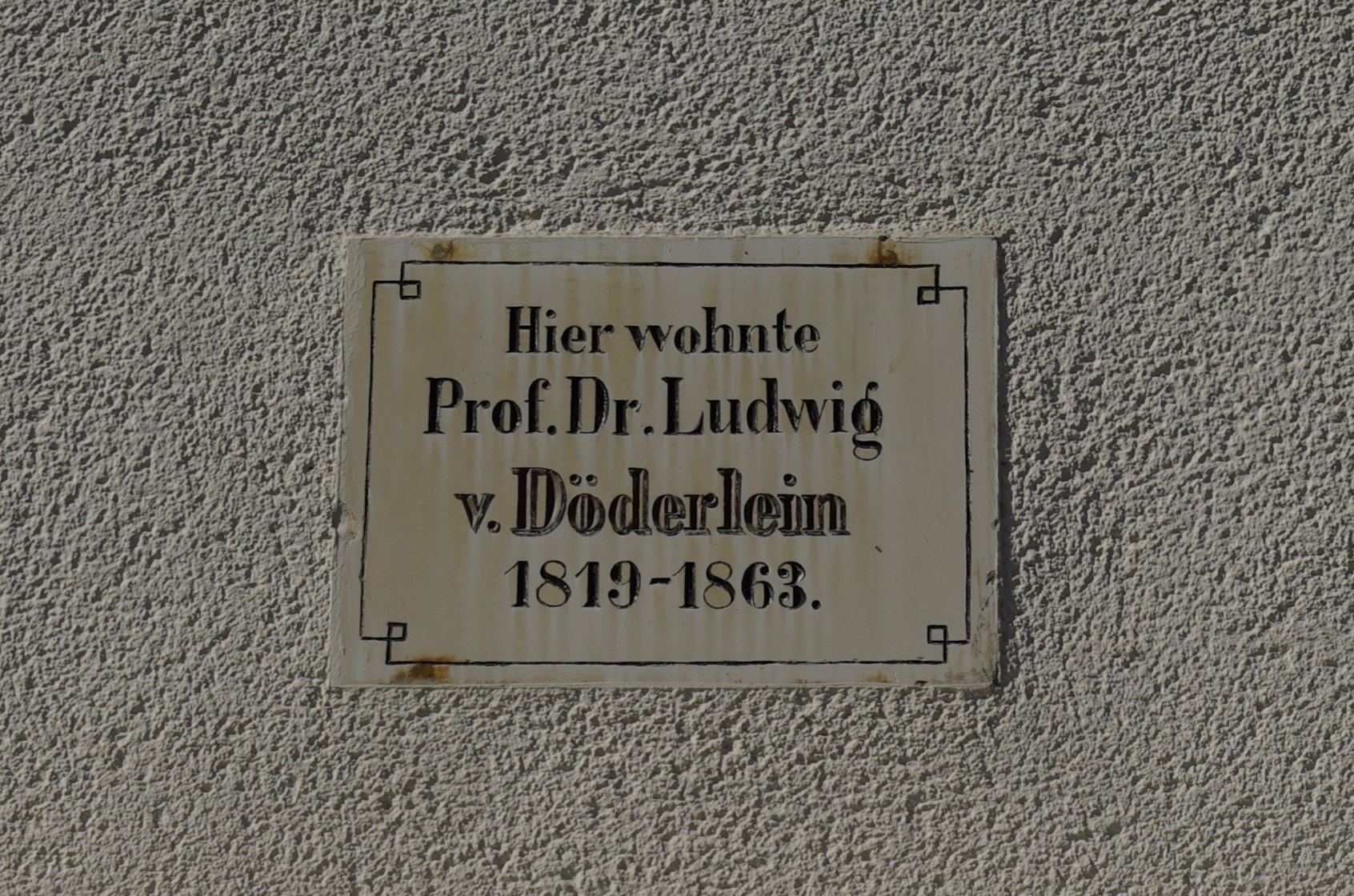
Gedenktafel in der Erlanger Friedrichstraße

1862 wurde er ihm das Ritterkreuz des Verdienstordens der Bayerischen Krone verliehen, verbunden mit dem bayerischen Personenadel. Bereits 1848 erhielt er das Ritterkreuz des Verdienstordens vom Heiligen Michael und 1860 den Bayerischen Maximiliansorden für Wissenschaft und Kunst. Im Innenstadtbereich von Erlangen wurde die Döderleinstraße nach ihm benannt. Außerdem erinnert eine Gedenktafel an seinem Wohnsitz in der Friedrichstraße 40 in Erlangen an ihn.

## Schriften
- Briefe des Gymnasiasten Ludwig Döderlein in Pforta aus den Jahren 1807 - 1810. Hg. von Jakob Simon. In: Programm des k. humanistischen Gymnasiums Kaiserslautern für das Schuljahr 1889/1900, Kaiserslautern 1900, S. 3–77.
- Oeffentliche Reden. Mit einem Anhang pädagogischer und philologischer Beiträge. Heyder & Zimmer, Erlangen/Frankfurt am main 1860.
- De coena Nasidioni: Ad Horatii satiram 2, 8. Deichert, Erlangen 1855. (Digitalisat)
- Handbuch der lateinischen Synonymik. Vogel Verlag, Leipzig 1849. (Digitalisat)
- Reden und Aufsätze. Ein Beitrag zur Gymnasialpädagogik und Philologie, Bd. 1–2. Enke, Erlangen 1843–1847. ;
- Oratio in Academiae Friderico-Alexandrinae solemnibus saecularibus. Bläsing/Deichert, Erlangen 1843.
- De Tacito: Transpositione verborum emendando scripsit. Bläsing/Deichert, Erlangen 1838.
- Fünfzig Themata disponiert f. d. Schulgebrauch. Bläsing/Deichert, Erlangen.
- Lateinische Synonyme und Etymologien: 6 Teile u. Beil. in 6 Bänden. 1826–1839. Nachdruck Scientia-Verlag, Aalen, ISBN 3-511-05530-X.
- Homerisches Glossarium. Enke, Erlangen 1850. (Digitalisat Band 1), (Band 2), (Band 3)
- Specimen novae editionis tragoediarum Sophoclearum. Hilpert in Kommission bei Seidel, Erlangen/Solisbaci (Sulzbach) 1814. (Digitalisat)